# Тимошкин, Михаил Евгеньевич
Михаи́л Евге́ньевич Тимо́шкин (6 августа 1950 — 22 мая 2011, Дублин, Ирландия) — советский и российский дипломат. Чрезвычайный и полномочный посол (2008).

## Биография
В 1972 году окончил МГИМО МИД СССР. Владел английским и французским языками. С 1974 году — в системе Министерства иностранных дел СССР, затем Российской Федерации.
- В 1976—1979 годах — атташе Посольства СССР в Либерии.
- В 1983—1987 годах — второй, первый секретарь Посольства СССР в Республике Сейшельские острова.
- В 1991—1992 годах — советник-посланник Посольства СССР в Бельгии.
- В 1993—1999 годах — первый заместитель директора Департамента консульской службы.
- В 1999—2000 годах — исполняющий обязанности директора Департамента государственного протокола МИД.
- В 2000—2006 годах — директор Департамента государственного протокола МИД РФ.
- С 20 октября 2006 по 22 мая 2011 года — чрезвычайный и полномочный посол Российской Федерации в Ирландии[1].

Скончался 22 мая 2011 года в Дублине. Похоронен в Москве на Троекуровском кладбище.

## Награды
- Благодарность президента Российской Федерации (27 сентября 2005) — за заслуги в подготовке и проведении праздничных мероприятий, посвященных 60-летию Победы в Великой Отечественной войне 1941—1945 годов[2]

## Дипломатический ранг
- Чрезвычайный и полномочный посланник 2 класса (27 января 1993)[3]
- Чрезвычайный и полномочный посланник 1 класса (15 января 2002)[4]
- Чрезвычайный и полномочный посол (26 января 2008)[5]